# Tertius gaudens
Tertius Gaudens (em português: o terceiro se beneficia) refere-se a uma situação em que, quando duas pessoas estão em conflito, uma terceira se beneficia. O termo é frequentemente atribuído ao sociólogo alemão Georg Simmel.
A expressão pode ser utilizada em diversas áreas, e é comum nas relações internacionais, ao se referir a uma terceira nação que se beneficia do confronto entre outras duas. 
A situação em que um terceiro se aproveita de um conflito é descrita pelo ditado “enquanto dois brigam, o Terceiro aproveita” . Este terceiro pode usufruir vantagens tanto passivamente, apenas aguardando o desenrolar do conflito, como ativamente, exercendo o papel de "semeador da discórdia".

Do lado oposto, o tertius dolens sofre desvantagem da situação conflitiva.